# Acido fulminico
L'acido fulminico è un composto chimico scoperto nel 1824 da Justus von Liebig ed è un acido organico.
L'acido fulminico è altamente instabile e non esiste allo stato puro (se non forse in concentrazione molto diluita) ma alcuni suoi sali sono sufficientemente stabili a temperatura ambiente per essere isolati e conservati per lungo tempo, sebbene manifestino tutti proprietà altamente esplosive. Per tale motivo quelli di mercurio ed argento sono tradizionalmente usati come innescanti per detonatori per altri materiali esplosivi.

## Proprietà
L'acido fulminico è un isomero dell'acido isofulminico (HONC), dell'acido cianico (HOCN) e dell'acido isocianico (HNCO).

## Usi
L'acido fulminico, poiché non è di fatto isolabile come tale, non ha applicazioni pratiche ma si utilizzano alcuni suoi sali, soprattutto il fulminato di mercurio e, assai meno per il costo elevato, quello di argento, entrambi usati nelle cartucce per arma da fuoco come detonatore a causa della  sensibilità agli urti e nei detonatori di mine da cava.